# Брайс Даллас Говард
Брайс Даллас Говард (англ. Bryce Dallas Howard, нар. 2 березня 1981, Лос-Анджелес, Каліфорнія) — американська акторка і режисерка.

## Біографія
Брайс народилася в Лос-Анджелесі (Каліфорнія) в сім'ї голлівудського актора і режисера Рона Говарда і письменниці Шеріл Еллі. Її дідусь-актор Ренс Говард, дядько-актор Клінт Говард, а її хрещений батько — актор Генрі Вінклер, який зіграв одну з головних ролей в серіалі «Щасливі дні» разом зі своїм батьком. Друге ім'я отримала на честь міста, в якому була зачата.
Говард, її молодших сестер-близнючок Джослін і Пейдж, а також молодшого брата виховували поза світом шоубізнесу. Батьки не допускали їх до телебачення. Однак всі четверо дітей були залучені як статисти в деяких з фільмів батька, наприклад в «EDtv».
Брайс росла в Гринвічі, штат Коннектикут, де в 1996 році закінчила Greenwich Country Day School. У дев'ятому класі виступала в ролі міс Аделаїди в мюзиклі «Хлопці і ляльки», і з власною унікальною версією Лейбера і Столлера «Я — жінка». Потім навчалась у Byram Hills High School в Армонку, Нью-Йорк, де виступала в кількох шоу на сцені цієї школи, яку закінчила в 1999 році. Говард також побувала у Stagedoor Manor, таборі виконавчих видів мистецтва з однією зі своїх близьких подруг, акторкою Наталі Портман. Вчилася під ім'ям Брайс Даллас, щоб її не сприймали як дочку відомого актора. Після закінчення Вищої школи Говард три роки навчалася в Tisch School of the Arts Університету Нью-Йорка, протягом яких також відвідувала консерваторію Стелли Адлер. Під час навчання Брайс взяла участь у записі бродвейського мюзиклу «Повість про два міста». 2003 року здобула ступінь бакалавра образотворчих мистецтв в області драми. У той час вона грала на Бродвеї в класичних п'єсах Бернарда Шоу, Вільяма Шекспіра і Антона Чехова. Говард — також випускниця Steppenwolf Theatre Company в Чикаго і The Actors Center в Нью-Йорку.
Під час навчання в Нью-Йоркському університеті Говард зустріла актора Сета Гейбла. Вони зустрічалися протягом п'яти років, перш ніж одружилися 17 червня 2006 року. Планували завести дітей після 30 років, проте через сім днів після весілля Говард дізналася, що вагітна. Сина Теодора Нормана Говарда-Гейбла народила 16 лютого 2007 року. Говард відкрито розповідала, що після народження сина переживала післяпологову депресію, яка тривала близько 18 місяців. 19 січня 2012 року народила дочку Беатріс Джин Говард-Гейбл.

## Кар'єра
Говард з'являлася кілька разів як статистка в батьківських фільмах до свого дебюту в головній ролі у 2004 році в драмі Алана Брауна «Книга кохання». Вона також виступала в численних постановках на нью-йоркській сцені, але її перша важлива роль припала на фільм М. Найта Ш'ямалана «Таємничий ліс», на яку її затвердили без прослуховування після того, як Ш'ямалан побачив її в бродвейському шоу. Після цього Ларс фон Трієр взяв її замість Ніколь Кідман на роль Грейс в «Мандерлей» (2005). 2006 року виходить нова спільна робота Говард і Ш'ямалана — фільм «Дівчина з води», де Брайс грає Сторі, водяну німфу.
У травні 2007 вона з'являється у фільмі «Людина-павук 3», третій серії про Людину-павука, з Тобі Магвайром і Кірстен Данст в головних ролях, в якій грає нову дівчину Пітера Паркера, Ґвен Стейсі. Говард виграла цю роль у суперництві з Елішею Катберт і Сієнною Міллер.
У 2007 році Говард розпочала знімання у фільмі «Пропажа алмазу „Сльоза“», отримала цю роль замість Ліндсі Лохан.
Говард написала і зняла короткометражний фільм «Орхідеї» — частину серії «Reel Moments» журналу «Glamour», що фінансується Cartier і FilmAid International.
У 2009 році знялася в бойовику «Термінатор: Спасіння прийде», виконавши роль дружини Джона Коннора, Кейт. А у 2010 році знялася в третій частині фільму «Сутінки».

## Фільмографія

### Кінематограф
| Рік  |                                    | Оригінальна назва                         | Роль                                      | Примітки                                         |
| ---- | ---------------------------------- | ----------------------------------------- | ----------------------------------------- | ------------------------------------------------ |
| 1989 | Батьківство                        | Parenthood                                | Полунично-білява дівчина                  |                                                  |
| 1995 | Аполлон-13                         | Apollo 13                                 | Дівчина в жовтій сукні                    |                                                  |
| 2000 | Як Ґрінч украв Різдво              | How the Grinch Stole Christmas            | Здивована Хто                             | У титрах як Брайс Говард                         |
| 2001 | Ігри розуму                        | A Beautiful Mind                          | Гарвардська студентка                     |                                                  |
| 2004 | Книга кохання                      | Book of Love                              | Гізер                                     |                                                  |
| 2004 | Таємничий ліс                      | The Village                               | Айві Елізабет Вокер                       |                                                  |
| 2005 | Мандерлей                          | Manderlay                                 | Грейс Маргарет Малліган                   |                                                  |
| 2006 | Як вам це сподобається             | As You Like It                            | Розалінда                                 |                                                  |
| 2006 | Дівчина з води                     | Lady in the Water                         | Сторі                                     |                                                  |
| 2006 | Орхідеї                            | Orchids                                   | —                                         | Короткий фільм; режисерка і співавторка сценарію |
| 2007 | Людина-павук 3                     | Spider-Man 3                              | Ґвен Стейсі                               |                                                  |
| 2008 | Хороший Дік                        | Good Dick                                 | Жінка, що цілується                       | Камео                                            |
| 2008 | Пропажа алмазу «Сльоза»            | The Loss of a Teardrop Diamond            | Фішер Віллоу                              |                                                  |
| 2009 | Термінатор: Спасіння прийде        | Terminator Salvation                      | Кейт (Кетрін) Брюстер Коннор              |                                                  |
| 2010 | Відчай                             | Despair                                   |                                           | короткий фільм                                   |
| 2010 | Сутінки. Сага: Затемнення          | The Twilight Saga: Eclipse                | Вікторія                                  |                                                  |
| 2010 | Потойбічне                         | Hereafter                                 | Мелані                                    |                                                  |
| 2011 | Прислуга                           | The Help                                  | Гіллі Голбрук                             |                                                  |
| 2011 | 50/50                              | 50/50                                     | Рейчел                                    |                                                  |
| 2011 | Неспокійний                        | Restless                                  | —                                         | Продюсерка                                       |
| 2012 | Сутінки Сага: Світанок — Частина 2 | The Twilight Saga: Breaking Dawn - Part 2 | Вікторія                                  | Вирізані сцени, тільки в титрах                  |
| 2014 | Обийми                             | The Hug                                   | Сюзанна                                   | відеофільм                                       |
| 2015 | Світ Юрського періоду              | Jurassic World                            | Клер Дірінг                               |                                                  |
| 2015 | Брючні костюми                     | Pant Suits                                | Карен Петраске                            | короткий фільм                                   |
| 2015 | Рідні душі                         | Solemates                                 | —                                         | Короткий фільм; режисерка і сценаристка          |
| 2016 | Дракон Піта                        | Pete's Dragon                             | Грейс Мічем                               |                                                  |
| 2016 | Золото                             | Gold                                      | Кей                                       |                                                  |
| 2018 | Світ Юрського періоду 2            | Jurassic World: Fallen Kingdom            | Клер Дірінг                               |                                                  |
| 2019 | Шлях додому                        | A Dog's Way Home                          | Белла (голос)                             |                                                  |
| 2019 | Рокетмен                           | Rocketman                                 | Шейла Айлін                               |                                                  |
| 2019 | Тата                               | Dads                                      | —                                         | документальний; режисерка                        |
| 2022 | Світ Юрського періоду 3            | Jurassic World Dominion                   | Клер Дірінг                               |                                                  |
| 2024 | Арґайл                             | Argylle                                   | Еллі Конвей / Рейчел Кайл (агент Р. Кайл) |                                                  |

### Телебачення
| Рік      |                                         | Оригінальна назва              | Роль          | Примітки                                                                                           |
| -------- | --------------------------------------- | ------------------------------ | ------------- | -------------------------------------------------------------------------------------------------- |
| 2009     | Сім'янин                                | Family Guy                     | Різні голоси  | мультсеріал; епізод «We Love You, Conrad»                                                          |
| 2013     | Називай мене божевільною: п'ять фільмів | Call Me Crazy: A Five Film     | —             | Телевізійний фільм; режисер (розділ «Lucy»)                                                        |
| 2014     | Його записують на ТБ                    | Him tRecord on TV              | Різні ролі    | 2 епізоди                                                                                          |
| 2016     | Чорне дзеркало                          | Black Mirror                   | Лейсі Паунд   | Епізод «Nosedive»                                                                                  |
| 2018     | Уповільнений розвиток                   | Arrested Development           | У ролі себе   | Епізод «Emotional Baggage»                                                                         |
| 2019 — … | Мандалорець                             | The Mandalorian                | —             | Режисерка; епізоди: «Chapter 4: Sanctuary»; «Chapter 11: The Heiress», «Chapter 22: Guns for Hire» |
| 2020     | Світ Юрського періоду: Крейдовий табір  | Jurassic World Camp Cretaceous | Клер Дірінг   | Архівні кадри                                                                                      |
| 2022     | Книга Боби Фетта                        | The Book of Boba Fett          | —             | Режисерка; епізод «Chapter 5: Return of the Mandalorian»                                           |
| 2022     | Зоряні війни: Сказання про джедаїв      | Tales of the Jedi              | Яддль (голос) | Епізод «The Sith Lord»                                                                             |
| 2024     | Зоряні війни: Кістяк команди            | Star Wars: Skeleton Crew       | —             | Режисерка; пост-продакшн                                                                           |

### Відеоігри
| Рік  | Оригінальна назва          | Роль (озвучування) |
| ---- | -------------------------- | ------------------ |
| 2015 | Lego Jurassic World        | Клер Дірінг        |
| 2015 | Lego Dimensions            | Клер Дірінг        |
| 2018 | Jurassic World Evolution   | Клер Дірінг        |
| 2021 | Maquette                   | Кензі              |
| 2021 | Jurassic World Evolution 2 | Клер Дірінг        |

### Театр
| Рік  | Назва  | Оригінальна назва                     | Роль    | Місце постановки          |
| ---- | ------ | ------------------------------------- | ------- | ------------------------- |
| 2003 | Тартюф | Tartuffe (Le Tartuffe ou l'Imposteur) | Маріана | American Airlines Theatre |

### Музичні відео
| Рік  | Назва           | Виконавець                               | Роль        | Примітки  |
| ---- | --------------- | ---------------------------------------- | ----------- | --------- |
| 2013 | Claudia Lewis   | M83                                      | —           | Режисерка |
| 2024 | Electric Energy | Аріана Дебос, Бой Джордж та Найл Роджерс | У ролі себе |           |

### Аудіокниги
| Рік  | Назва    | Оригінальна назва | Роль (голос) |
| ---- | -------- | ----------------- | ------------ |
| 2019 | Заповіти | The Testaments    | Агнес        |